# Tidabius vector
Tidabius vector är en mångfotingart som beskrevs av Chamberlin 1931. Tidabius vector ingår i släktet Tidabius och familjen stenkrypare. Inga underarter finns listade i Catalogue of Life.